# Авелинополис
Авелинополис (порт. Avelinópolis)  —  муниципалитет в Бразилии, входит в штат Гояс. Составная часть мезорегиона Центр штата Гойас. Входит в экономико-статистический  микрорегион Аникунс. Население составляет 2633 человека на 2006 год. Занимает площадь 164,040 км². Плотность населения — 16,1 чел./км².

## Статистика
- Валовой внутренний продукт на 2003 год составляет 16 818 854,00 реалов (данные: Бразильский институт географии и статистики).
- Валовой внутренний продукт на душу населения на 2003 год составляет 6531,59 реалов (данные: Бразильский институт географии и статистики).
- Индекс развития человеческого потенциала на 2000 год составляет 0,737 (данные: Программа развития ООН).